# Ти людина?
Ти Людина? або Ти теж Людина? (кор. 너도 인간이니?) — південнокорейський науково-фантастичний серіал, що транслювався щопонеділка та щовівторка з 4 червня по 7 серпня 2018 року на телеканалі KBS2. Зйомки серіалу почалися у липні 2017 року та завершилися у листопаді того ж року. Вартість зйомок серіалу становила 10 мільярдів корейських вон або 9,3 млн доларів США.

## Сюжет
Нам Шин — онук голови великої компанії, який звик ставитися до оточуючих людей дуже зверхньо. В дитинстві він був розлучений з матір'ю, а його батько загинув. Коли він подорослішав, він вирішив знайти рідну матір, яка була змушена мігрувати якнайдалі від Кореї. Дізнавшись, що його мати мешкає в Чехії, він вирушає туди, але зустрітися з матір'ю йому не вдалося, бо в Чехії він потрапляє під автівку та впадає в кому. Щоб зберегти для сина його місце в компанії, його мати вирішила відправити до Сеула замість Нам Шина повністю ідентичного андроїда, якого вона створила раніше, аби втамувати біль від розлуки з сином.
Колишня спортсменка Кан Со Бон працює особистим охоронцем Нам Шина, але в неї відбувся конфлікт з ним, через що її звільняють. Со Бон дуже потрібна робота, тому вона вирішує спробувати якось залагодити провину та вибачитися, проте Нам Шин поїхав до Європи і їй доводиться чекати його повернення. Коли він повернувся, на диво для всіх, він повернув їй роботу. Практично одразу Со Бон стала помічати значні зміни в поведінці Нам Шина: якщо раніше його цікавив лише він сам і йому були зовсім байдужі проблеми інших, то тепер він став дуже уважним до всіх оточуючих. Со Бон все більше цікавить загадкова зміна в поведінці Шина і вона вирішує дізнатися, що сталося, але, чим більше часу вона проводить з ним, тим більш розуміє, що вже закохалася в нього. Одного разу, вона випадково дізнається, що новий Шин — це робот-андроїд, а її шеф лежить в комі. Спочатку це відкриття шокує Со Бон але, згодом, вона розуміє, що її почуття до Шина надто сильні, і їй зовсім байдуже, людина він чи робот. Але постає нова проблема: під питанням стало саме існування андроїда Нам Шина, бо приходить до тями людина Нам Шин, а існування двох Нам Шинів одночасно неможливе.

## Акторський склад

### Головні ролі
- Со Кан Джун — у ролі Нам Шина / Нам Шина 3. Онук голови великої корпорації, який потрапив в аварію у Європі та впав в кому. Щоб у компанії нічого не дізналися, його мати вирішила замінити його андроїдом, але, з часом, з'ясувалося, що робот Нам Шин 3 спілкуючись зі звичайними людьми став більш людяним, ніж людина Нам Шин.[5]
- Кон Син Йон — у ролі Кан Со Бон. Дівчина-спортсменка, яка через отриману травму була змушена припинити кар'єру та стати особистим охоронцем Нам Шина. Якщо з людиною Нам Шином знайти спільну мову її було вкрай важко, то з андроїдом вони швидко стали друзями.[6]
- Лі Чун Хьок — у ролі Чі Йон Хуна. Особистий помічник Нам Шина, який спочатку думав як швидше вилікувати Нам Шина, а згодом зрозумів, що андроїд, як особистість, набагато кращий за оригінал.
- Пак Хван Хї[en] — у ролі Со Ени. Донька Со Чон Гіля, наречена Нам Шина, яка кохала його до нестями.
- Кім Сон Рьон[en] — у ролі Лаури О. Мати Нам Шина, талановита інженер, яку силоміць розлучили з маленьким сином. Щоб втамувати біль, вона створила людиноподібного робота Нам Шина 1 (дитина). Через те, що андройд не може дорослішати, їй, з часом, довелося створити Нам Шина 2 (підліток) та Нам Шина 3 (доросла людина). Згодом вона стала перед тяжким вибором, бо зрозуміла, що двох Нам Шинів одночасно у світі бути не може.
- Ю О Сон — у ролі Со Чон Гіля.[7] Надто амбітний заступник голови корпорації, який сам мітить на місце старого та хворого голови. Але на заваді йому стає Нам Шин; спочатку людина, вбивство якого він замовив, а потім андроїд.
- Пак Йон Гю[en] — у ролі Нам Кан Хо. Старий суворий голова великої корпорації, раніше розлучив Нам Шина з матір'ю та змусив її емігрувати. Згодом, таємно став фінансувати її розробки андроїда. Коли його онук потрапив в аварію, він вдавав, що не помічає що його замінили роботом, але контролював процес. Одного разу, в його голові виник план назавжди замінити Нам Шина андроїдом, тому що, на його думку, андроїд буде краще керувати конгломератом.

### Другорядні ролі
- Чхве Док Мун[en] — у ролі Девіда. Інженер-помічник Лаури О.
- Кім Хє Ин[en] — у ролі Нам Хо Йон. Донька Нам Кан Хо та тітка Нам Шина.
- Кім Вон Хе[en] — у ролі Кан Че Сіка. Батько Со Бон.
- Кім Хьон Сук[en] — у ролі репортера Чо. Подруга Со Бон.

## Рейтинги
- Найнижчі рейтинги позначені синім кольором, а найвищі — червоним кольором.
- Серіал транслювався по 2 серії в день, крім 3 липня коли через Чемпіонат світу з футболу було показано одразу 4 серії, з тієї ж причини деякі серії були в ефірі пізніше звичного часу.

| Серія            | Прем'єра         | Рейтинг        | Рейтинг      | Рейтинг        | Рейтинг     |
| Серія            | Прем'єра         | TNmS Ratings   | TNmS Ratings | AGB Nielsen    | AGB Nielsen |
| Серія            | Прем'єра         | По всій країні | Сеул         | По всій країні | Сеул        |
| ---------------- | ---------------- | -------------- | ------------ | -------------- | ----------- |
| 1                | 4 червня 2018    | 6,1 %          | 6,3 %        | 5,2 %          | 5,4 %       |
| 2                | 4 червня 2018    | 6,9 %          | 7,2 %        | 5,9 %          | 6,1 %       |
| 3                | 5 червня 2018    | 5,4 %          | 5,6 %        | 5 %            | 5,2 %       |
| 4                | 5 червня 2018    | 5,9 %          | 6,1 %        | 5,3 %          | 5,5 %       |
| 5                | 11 червня 2018   | 5,5 %          | 5,7 %        | 5,4 %          | 5,6 %       |
| 6                | 11 червня 2018   | 7 %            | 7,2 %        | 6,3 %          | 6,5 %       |
| 7                | 12 червня 2018   | 8 %            | 8,3 %        | 7,7 %          | 7,4 %       |
| 8                | 12 червня 2018   | 9,6%           | 9,7%         | 9,9%           | 9,8%        |
| 9                | 18 червня 2018   | 5,2 %          | 5,4 %        | 5,5 %          | 5,7 %       |
| 10               | 18 червня 2018   | 5,2 %          | 5,5 %        | 5 %            | 5,3 %       |
| 11               | 25 червня 2018   | 5 %            | 5,2 %        | 4,6 %          | 4,8 %       |
| 12               | 25 червня 2018   | 5,7 %          | 5,9 %        | 5,3 %          | 5,4 %       |
| 13               | 3 липня 2018     | 5,2 %          | 5,4 %        | 4,8 %          | 5 %         |
| 14               | 3 липня 2018     | 6,4 %          | 6,8 %        | 5,9 %          | 6,1 %       |
| 15               | 3 липня 2018     | 5,2 %          | 5,3 %        | 4,8 %          | 4,9 %       |
| 16               | 3 липня 2018     | 4,6%           | 4,8 %        | 4,2%           | 4,4 %       |
| 17               | 9 липня 2018     | 4,7 %          | 4,9 %        | 4,3 %          | 4,4 %       |
| 18               | 9 липня 2018     | 5,5 %          | 5,7 %        | 5,2 %          | 5,5 %       |
| 19               | 10 липня 2018    | 5 %            | 5,3 %        | 4,6 %          | 4,8 %       |
| 20               | 10 липня 2018    | 5,9 %          | 6 %          | 5,5 %          | 5,6 %       |
| 21               | 16 липня 2018    | 4,8 %          | 4,9 %        | 4,4 %          | 4,5 %       |
| 22               | 16 липня 2018    | 5,5 %          | 5,6 %        | 5,1 %          | 5,3 %       |
| 23               | 17 липня 2018    | 4,7 %          | 4,8 %        | 4,4 %          | 4,7 %       |
| 24               | 17 липня 2018    | 5,8 %          | 6,1 %        | 5,4 %          | 5,2 %       |
| 25               | 23 липня 2018    | 5,3 %          | 5,1 %        | 4,6 %          | 4,4 %       |
| 26               | 23 липня 2018    | 6,2 %          | 5,9 %        | 5,6 %          | 5,5 %       |
| 27               | 24 липня 2018    | 6,4 %          | 6,2 %        | 5 %            | 4,8 %       |
| 28               | 24 липня 2018    | 7,7 %          | 7,4 %        | 6 %            | 5,3 %       |
| 29               | 30 липня 2018    | 5,1 %          | 4,5%         | 4,7 %          | 4,3%        |
| 30               | 30 липня 2018    | 5,7 %          | 5,4 %        | 5,9 %          | 5,5 %       |
| 31               | 31 липня 2018    | 5,2 %          | 4,8 %        | 5,2 %          | 4,9 %       |
| 32               | 31 липня 2018    | 6 %            | 5,5 %        | 6 %            | 5,7 %       |
| 33               | 6 серпня 2018    | 6,8 %          | 6,5 %        | 5 %            | 4,7 %       |
| 34               | 6 серпня 2018    | 6,2 %          | 5,9 %        | 5,3 %          | 5,1 %       |
| 35               | 7 серпня 2018    | 6,3 %          | 6,4 %        | 6,5 %          | 6,7 %       |
| 36               | 7 серпня 2018    | 7,6 %          | 7,7 %        | 7,8 %          | 7,9 %       |
| Середній рейтинг | Середній рейтинг | 5,9%           | 6%           | 5,5%           | 5,5%        |

## Нагороди
| Рік  | Нагорода               | Категорія                                               | Отримувач                  | Результат | Примітки |
| ---- | ---------------------- | ------------------------------------------------------- | -------------------------- | --------- | -------- |
| 2018 | 32-га Премія KBS драма | Нагорода за майстерність (актор середньотривалої драми) | Со Кан Джун                | Перемога  | [ 10 ]   |
| 2018 | 32-га Премія KBS драма | Кращий актор другого плану                              | Кім Вон Хе                 | Перемога  | [ 10 ]   |
| 2018 | 32-га Премія KBS драма | Краща акторка другого плану                             | Кім Хьон Сук               | Перемога  | [ 10 ]   |
| 2018 | 32-га Премія KBS драма | Краща пара                                              | Со Кан Джун та Кон Син Йон | Перемога  | [ 10 ]   |